# Dimităr Krăstanov
Dimităr Krăstanov (in bulgaro Димитър Кръстанов?; Plovdiv, 31 gennaio 1994) è un pentatleta bulgaro.

## Biografia
Ha rappresentato la Bulgaria ai Giochi olimpici estivi di Rio de Janeiro 2016, dove si è piazzato al trentatreesimo posto nella gara maschile.